# كابيثاس دي ألامبري
بلدية كابيثاس دي ألامبري (بالإسبانية: Cabezas de Alambre) هي بلدية تقع في مقاطعة آبلة التابعة لمنطقة قشتالة وليون وسط إسبانيا.

## الديموغرافيا
يبلغ عدد سكان بلدية كابيثاس دي ألامبري 180 نسمة عام 2011 (وفقاً للمعهد الوطني للإحصاء الإسباني).
| 257 | 233 | 214 | 196 | 185 | 181 | 180 |